# Хивинский район
Хивинский район (узб. Xiva tumani / Хива тумани) — административная единица в Хорезмской области Узбекистана. Административный центр — город Хива.
Хивинский район был образован в 1920-е годы. В 1938 году вошёл в состав Хорезмской области.
Население — 147 400 человек в 2021.

## Административно-территориальное деление
По состоянию на 1 января 2011 года, в состав района входят:
- Город

1. Хива.

- 8 городских посёлков:

1. Бустон,
2. Гулланбаг,
3. Парчанхас,
4. Сувитлиеп,
5. Тозабаг,
6. Уста Хужамад,
7. Шуркалъа,
8. Юкориком.

- 9 сельских сходов граждан:

1. Акяп,
2. Гандимян,
3. Дашьяк,
4. Журян,
5. Ирдимзан,
6. Саят,
7. Чинабад,
8. Шамахулум,
9. Эски Кият.